# SMS Cöln (1909)
El SMS Cöln fue un crucero ligero de la clase Kolberg de la Armada Imperial Alemana. Fue el primer buque de la armada alemana en portar dicho nombre. Su epónimo es la ciudad de Colonia, perteneciente al actual estado de Renania del Norte-Westfalia.

## Construcción
La clase Kolberg de cruceros ligeros fue un desarrollo de la anterior clase Dresden. El objetivo principal durante su proceso de diseño fue aumentar la velocidad con respecto a los buques anteriores; esto requirió un casco más largo para adaptarse a un sistema de propulsión ampliado. Su armamento siguió siendo el mismo que el de los barcos anteriores, pero recibieron un nuevo cañón SK L/45 de cañón más largo de 10,5 cm (4,1 pulgadas) en lugar de la versión más corta SK L/40 del cañón. Además, los nuevos cruceros abandonaron el pronunciado arco de ariete que aparecía en todos los cruceros ligeros alemanes anteriores y en su lugar utilizaron una popa recta.
El Cöln fue encargado con el nombre Ersatz Schwalbe y fue puesto en grada en 1908 en los astilleros Germaniawerft de Kiel. Con el número de construcción 191. Fue botado el 5 de junio de 1909. Tenía una eslora de 130,5 m, 15 m de manga, y 5 m calado de 5,58 m. Desplazaba 4 350 t, y podía alcanzar una velocidad máxima de 26,8 nudos. Su armamento principal, consistía en 12 cañones de 105 mm de tiro rápido, y su tripulación, la formaban 380 hombres en tiempo de paz y 485 en combate.
El barco estaba protegido por una cubierta blindada de 20 a 40 mm (0,79 a 1,57 pulgadas) de espesor y que se curvaba hacia abajo a los lados para proporcionar cierta protección contra el fuego enemigo. Su torre de mando tenía lados de 100 mm (3,9 pulgadas) de espesor y los cañones de la batería principal estaban equipados con escudos de armas de 50 mm (2 pulgadas).

## Historial
El Cöln se encargó con el nombre de contrato Ersatz Schwalben y fue puesto en quilla el 25 de mayo de 1908 en el astillero Germaniawerft de Kiel. Fue botado el 5 de junio de 1909 y bautizado por el alcalde de Colonia, Max Wallraf, tras lo cual comenzaron los trabajos de acondicionamiento. Durante las pruebas de mar realizadas por los constructores, se descubrió que las turbinas Zoelly eran de mala calidad y fueron sustituidas por modelos fabricados por Germaniawerft. Este trabajo retrasó significativamente su finalización. Fue asignado al servicio activo el 16 de junio de 1911, siendo comisionado el buque inmediatamente en la Flota de Alta Mar ese mismo día y comenzó sus pruebas de aceptación. Estos fueron interrumpidos por un desfile de la flota del káiser Wilhelm II el 5 de septiembre. El 10 de octubre, fue asignado al II. Aufklärungsgruppe (Grupo de Exploración), que seleccionó a los cruceros de batalla del I. Aufklärungsgruppe. Participó en la rutina normal en tiempos de paz de ejercicios y cruceros individuales, de escuadrón y de flota durante los siguientes dos años sin incidentes. El Fregattenkapitän Hans Zenker sirvió como su comandante desde octubre de 1911 hasta septiembre de 1913.
Del 28 de agosto al 21 de septiembre, sirvió como buque insignia del Konteradmiral (Contralmirante) Franz von Hipper, entonces segundo comandante de las fuerzas de reconocimiento, mientras que Hipper fue desplazado temporalmente de su buque insignia habitual, el crucero de batalla Von der Tann. Hipper se ausentó brevemente, pero regresó el 26 de septiembre y permaneció a bordo durante el año siguiente. Durante las maniobras de otoño de la flota, en septiembre de 1913, el Cöln intentó advertir a la tripulación del Zeppelin LZ 14 del empeoramiento de las condiciones meteorológicas, pero no recibieron el mensaje. Como resultado, el zepelín se estrelló frente a la isla de Heligoland. Una vez finalizadas las maniobras, Hipper arrió su bandera y fue reemplazado por el Kommodore (Comodoro) Leberecht Maass. El año 1914 comenzó con la rutina normal de entrenamiento, pero el aumento de las tensiones tras el asesinato del archiduque Francisco Fernando de Austria el 28 de junio obligó a cancelar los ejercicios de la flota previstos para finales de julio. A partir del 30 de julio, cuando se avecinaba la guerra, el Cöln estuvo estacionado en la Bahía Alemana para controlar el tráfico marítimo.

### Primera Guerra Mundial

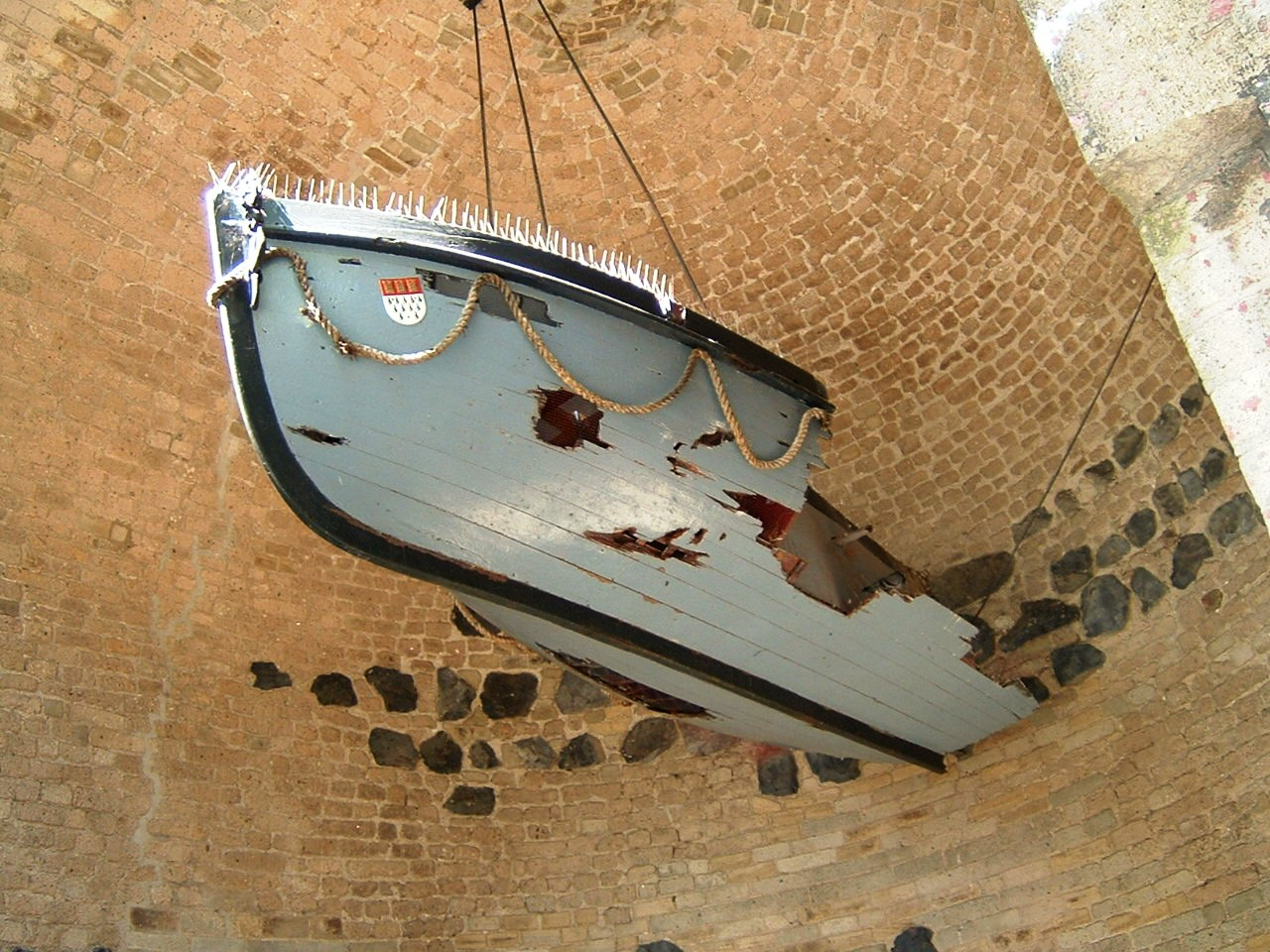
Pecio de un cúter del SMS Cöln, recuperado

Después del estallido de la Primera Guerra Mundial a principios de agosto de 1914, al Cöln y a varios otros cruceros se les asignaron tareas de patrulla en la bahía de Heligoland. Los cruceros se dividieron con las flotillas de torpederos y se les asignó rotar mediante patrullas nocturnas en el Mar del Norte. Del 1 al 7 de agosto el Cöln estuvo en la rada de Schillig. Posteriormente se dirigió a la desembocadura del Weser, donde se le unieron el crucero Hamburg y la IV Flotilla de Torpederos. Como parte de las operaciones de patrulla, el Cöln realizó una salida la noche del 15 de agosto con el Stuttgart y las flotillas de torpederos I y II, sin incidentes.
El SMS Cöln fue el buque insignia del vicealmirante Leberecht Maass durante la batalla de la bahía de Heligoland del 28 de agosto de 1914, su última batalla. Diseñado para atacar a patrullas alemanas en la costa noroeste de Alemania, la fuerza Harwich británica estaba compuesta por dos cruceros ligeros y 31 destructores bajo el mando de Reginald Tyrwhitt, que realizaron un ataque sobre los buques alemanes que se encontraban en la base naval de Heligoland, con la cobertura de  la escuadra de cruceros de batalla del vicealmirante David Beatty, compuesta por los cruceros de batalla New Zealand y Invincible y tres cruceros. La fuerza Harwich hundió un torpedero alemán en torno a las 7 de la mañana del 28 de agosto, y los alemanes, desplegaron al escenario de combate a toda prisa a los cruceros SMS Frauenlob y SMS Stettin.  A ellos, se unieron poco después una escuadra compuesta por otros cuatro cruceros ligeros procedentes de Wilhelmshaven, incluido el SMS Cöln bajo el mando del capitán Meidinger. Debido a la poca profundidad, los cruceros de batalla alemanes, debieron permanecer en Wilhelmshaven incapaces de zarpar, por lo que no pudieron prestar su apoyo.
El SMS Cöln se enfrentó al crucero ligero británico HMS Arethusa y ocho destructores, que se estaban enfrentando al crucero ligero alemán  SMS Mainz. Fuera de alcance, y con el HMS Arethusa duramente dañado, el comandante Tyrwhitt solicitó ayuda. La escuadra de Beatty, a unas 25 millas al norte, arribó a las 12:40, sorprendiendo completamente a los alemanes. La superior velocidad y potencia de fuego de los cruceros de batalla británicos, fue decisiva, y los alemanes, perdieron los cruceros ligeros SMS Mainz, SMS Cöln, y SMS Ariadne. Otros tres cruceros ligeros alemanes, escaparon severamente dañados. Los alemanes, tuvieron unas bajas de 712 muertos y 419 prisioneros.
El SMS Cöln se hundió en torno a las 14:30. De su tripulación, de en torno a 485, unos 200 sobrevivieron inicialmente al hundimiento, pero todos excepto uno, murieron ahogados poco después. El único superviviente, un fogonero, logró aferrarse a los restos de un buque salvavidas, durante 76 horas, antes de ser rescatado. Los restos del bote salvavidas, llegaron a la isla de Norderney y hoy en día, se exhiben en un lateral de la puerta medieval de  Eigelsteintorburg en la ciudad de Colonia.

### Listas relacionadas
Buques de la Kaiserliche Marine